# 台風の新婦
『台風の新婦』（たいふうのしんぷ、朝: 태풍의 신부）は2022年ｰ2023年韓国のテレビドラマ。KBS2連続ドラマ。
大企業一族の家族として生きた女性が実の娘でないことが理由で追い出され、過酷な真実を知り復讐を決意する物語。

## 出演
- パク・ハナ[1]
- カン・ジソプ
- パク・ユンジェ
- ソン・チャンミン
- オ・スンア

## スタッフ
- 演出：パク・ギヒョン
- 脚本：ソン・ジョンニム
- 制作：DK E&M、CRB MEDIA（英語版）

## 日本での放送
日本での放送は2023年3月25日、KBS WORLDで先行放送され、4月2日に本放送が開始された。